# 深山あすか
深山 あすか（みやま あすか、1987年9月19日 - ）は日本の着エロアイドル、元AV女優。趣味は作詞、音楽鑑賞、ギター。
旧名義は川嶋 じゅん（かわしま じゅん）、香奈（かな）、および明日香（あすか）。前者は「川島じゅん」と誤記されることも多い。

## 来歴
1987年9月19日生まれ、神奈川県出身。
生年月日について「川嶋じゅん」時代の事務所公式プロフィールでは1年遅れの「1988年9月19日」とされていたが、これについてはその後本人が否定している（本文で詳述）。また2009年8月末現在、イメージビデオ『HOPE!』リリース元となるコンセントの公式サイトでは生年月日が「1989年5月31日」と表記されているが、これについても本人が明確に否定し、あくまで「1987年9月19日」が正しい生年月日であるとしている。

### 川嶋じゅん時代
当初はハッピープロモーション所属。個人でイメージビデオを制作しているプロダクション渡辺制作室の専属モデルとなり、渡辺制作室のメインレーベル「LOVE GIRL'S MIX」から2006年4月末にリリースされたイメージビデオ『SUPER LOVERS じゅんの放課後』をもって本格デビューした。この作品は「SUPER LOVERS Tバックシリーズ」と銘打たれた着エロビデオシリーズで、「17歳」の「現役女子高生」ながら、下着姿でのM字開脚や手ブラ、尻見せなどのセクシーなシーンが含まれていた。
この1作目が好評であったことから同シリーズで連続起用され、最終的に同シリーズでは最多となる3回のモデル起用が行われた。同年7月にリリースされた2作目『SUPER LOVERS じゅんの放課後 Part2 〜愛を教えて〜』では後姿のオールヌードなどの露出に挑戦。価格DVD2枚組7350円、同時発売写真集は1万円という、極めて強気な価格設定も話題になった。
そして年齢が「18歳」となった3作目『SUPER LOVERS じゅんの放課後 Part3 〜COUNTDOWN〜』は2006年10月20日にリリースされた。官能小説風の朗読やハメ撮り風の映像を主体とした一風変わった作品であったが、露出度の面では乳首や陰毛を初披露したほか、肛門が大写しになるカットまでもが含まれるという、現役高校生モデルとしてはもちろん、成人の着エロモデルを含めても珍しい解禁ぶりであった。

### 渡辺制作室との対立
3作目リリースに先立つ2006年10月17日夜、プロダクション渡辺制作室の公式メールマガジン上で内容の告知が行われた。その告知文は、新作を「川嶋じゅんが、150人近い男性経験を赤裸々に告白する異色作（実話）。」と表現し、作中の朗読を実話として扱った上で、さらに「川嶋じゅんは、深夜、風俗店で働いているなど、素行不良のため、現在は、芸能活動は致しておりません。」と唐突かつショッキングな解雇発表を行うものであった。
これに対し、川嶋は前略プロフィールでの簡易コメントを経て、10月18日17時55分にlivedoor Blog上の公式ブログ上で公式なコメントを発表。風俗店での就労経験はないことを明言し、全て「嘘」「でたらめな噂」だとした上で、もう耐えられないとして自主的な引退を表明。以後、香奈（かな）名義での更新を続けることとなった。またこれと同時に、事務所の指示により1歳のサバ読みをしていたとも告白・謝罪。それまで公式プロフィールにおいて生年月日は1988年9月19日とされていたが、実際の年齢は同日時点で19歳、職業は大学生であるとした。過去の出演作関連で「現役女子高生」を売りにした宣伝が目立っていただけに反動による「ブログ炎上」が危惧されたが、その経緯からむしろ逆に同情コメントが集まった。
さらに、川嶋が10月21日20時36分付けのブログにおいて、プロダクション渡辺制作室の男性製作者から性交を幾度も強要されてきたと発言したことで、事態はスポーツ新聞や週刊誌にまで取り上げられる大きな騒動へと発展することとなる。川嶋側の主張によれば最初の強姦は2006年2月、1stイメージビデオの水着撮影中であり、以後コンドームによる避妊さえも「ほとんどの場合」行わずに強姦が繰り返されてきたという。
これに対し、製作者側は2006年10月28日付『東京スポーツ』のインタビューにおいて、当該イメージビデオの「ハメ撮り」が実際に性交中の映像であったのは事実とコメント。一方で強姦疑惑に対しては真っ向から否定し、川嶋とは以前から肉体関係にあった仲であり、イメージビデオ撮影では「感じてる表情」などの臨場感を出すために本人同意のもとで関係を持った主張した。また、対立の原因については「彼女が六本木でキャバクラ嬢を始めたこと」で、9月以来連絡を絶っているとした。
双方の主張は平行線をたどり、一時は互いに提訴を口にする状況であったが、最終的には「川嶋側によるブログコメントの削除」「渡辺側によるDVDの廃盤化」が行われた状態で争いが沈静化。結局、細かな実情は不明瞭なままとなった。

### 明日香名義での復帰
2007年9月13日に明日香（あすか）名義で新たな公式ブログ「明日香のKiMaGuRe。」をアメーバブログに開設。しばらくは主に短大生としての日常を書きつづっていたが、2008年3月の卒業後には芸能事務所（ヴィクトリーロード）に加え一般企業の両方に所属する形になったことを発表、後の2008年9月に新作イメージビデオ『明日香のクイコミ宣言』でグラビア業界に復帰した。
復帰以後のイメージビデオはいずれも着エロ路線で、パイパン状態でのTフロント着用などが売りである。川嶋じゅん時代末期と違い肛門などの直接露出はないものの、全体的な露出度では後退はみられない。新作リリースは2〰3ヶ月に一度と、比較的早いペースで展開されている。
なお、川嶋じゅん時代については復帰後のブログやイメージビデオジャケットなどにおいて伏せ字の芸名が記載されているなど、公式の発行物において事跡に言及することは現在もあるが、当時の作品についてはデビュー作以外は「作品と呼べない」と切り捨てている。
イメージビデオ以外を舞台とする活動としては水着撮影会やライブイベントなどへの参加のほか、2009年4月にはJ-OFFICE主体の芸能人女子フットサルチーム「OMIASHI」への入団が発表された。

### 深山あすかへ
2009年8月25日に再び芸名を改め、深山 あすか（みやま あすか）となった。公式ブログ名も追って「深山あすか“Ciel et Mer”」に改められた。
芸名変更の構想自体は同年4月25日に公表され、同月28日には既に新名義が決定していたものの旧名義の新作リリース予定が残っていたことから即日発表は見送られ、実際の名義変更は約4ヵ月後、2本の新作イメージビデオを挟んだ8月25日へとずれ込んでいた。新名義での初作品は9月25日リリースの『HOPE!』である。
2013年にMUTEKIからAVデビューした。MUTEKIに多い疑似行為主体の構成で、本物のAV男優のペニスではなく、男優の股間に取り付けた作り物のペニスに対するフェラチオを行ったり、その作り物のペニスを膣内に挿入しての行為シーンとなっている。
2016年3月に所属事務所を辞め芸能界を引退したことを自身のブログで明らかにした。

## 出演

### イメージビデオ/川嶋じゅん名義
1. SUPER LOVERS じゅんの放課後（2006年4月28日発売、プロダクション渡辺制作室/LOVE GIRL'S MIX）※廃盤
2. SUPER LOVERS じゅんの放課後 Part2 〜愛を教えて〜（2006年7月15日、プロダクション渡辺制作室/LOVE GIRL'S MIX）※廃盤
3. SUPER LOVERS じゅんの放課後 Part3 〜COUNTDOWN〜（2006年10月20日、プロダクション渡辺制作室/LOVE GIRL'S MIX）※廃盤

### アダルトビデオ
HEROINE(20132013年10月13日)
CHANGE(2013年11月13日)

### イメージビデオ/明日香名義
1. あすかの復活クイコミ宣言 〜元・川嶋じ●ん〜（2008年9月14日、21世紀FAX）
2. 萌えよ! フロンT GIRL（2008年12月5日、日本メディアサプライ/絶対クイこみ主義）
3. あすかの限界クイコミ宣言 〜セカンドインパクト〜（2009年1月10日、21世紀FAX）
4. プチ・ディーバ（2009年3月19日、心交社/エボリューション）
5. つるつるチェリー（2009年6月12日、日本メディアサプライ/Mt.Fuji）
6. ∞ボディリミット∞（2009年7月17日、サムバディ/Claudia）

### イメージビデオ/深山あすか名義
1. HOPE!（2009年9月25日、コンセント/CONSENT[1]）
2. VOLTAGE-X（2009年11月16日、マーレーインターナショナル）
3. 可憐美女（2010年3月26日、グラッソ）
4. PREMIO（2010年5月5日、SWAP）
5. MUGEN 性的妄想シャングリラ（2011年12月23日、MUGEN）

複数
- いっそシリナーデ（2010年3月26日、キングダム）共演:長谷川ミク

### 映画
- インモラル 凍える死体（2008年、MGP） - 山本恵役[19]

### 写真集/深山あすか名義
- ASUKA（2013年10月9日、双葉社、撮影：篠原潔）ISBN 978-4575305883